# Lac Blanc (massif des Vosges)
Pour les articles homonymes, voir Lac Blanc et Blanc (homonymie).
Le lac Blanc est un lac d'altitude du massif des Vosges. Une importante roche appelée rocher Hans domine le lac, elle-même coiffée d'une statue de la Vierge.

## Nom
Le lac tient son nom de son fond tapi ayant la couleur du sable cristallin.

## Géographie

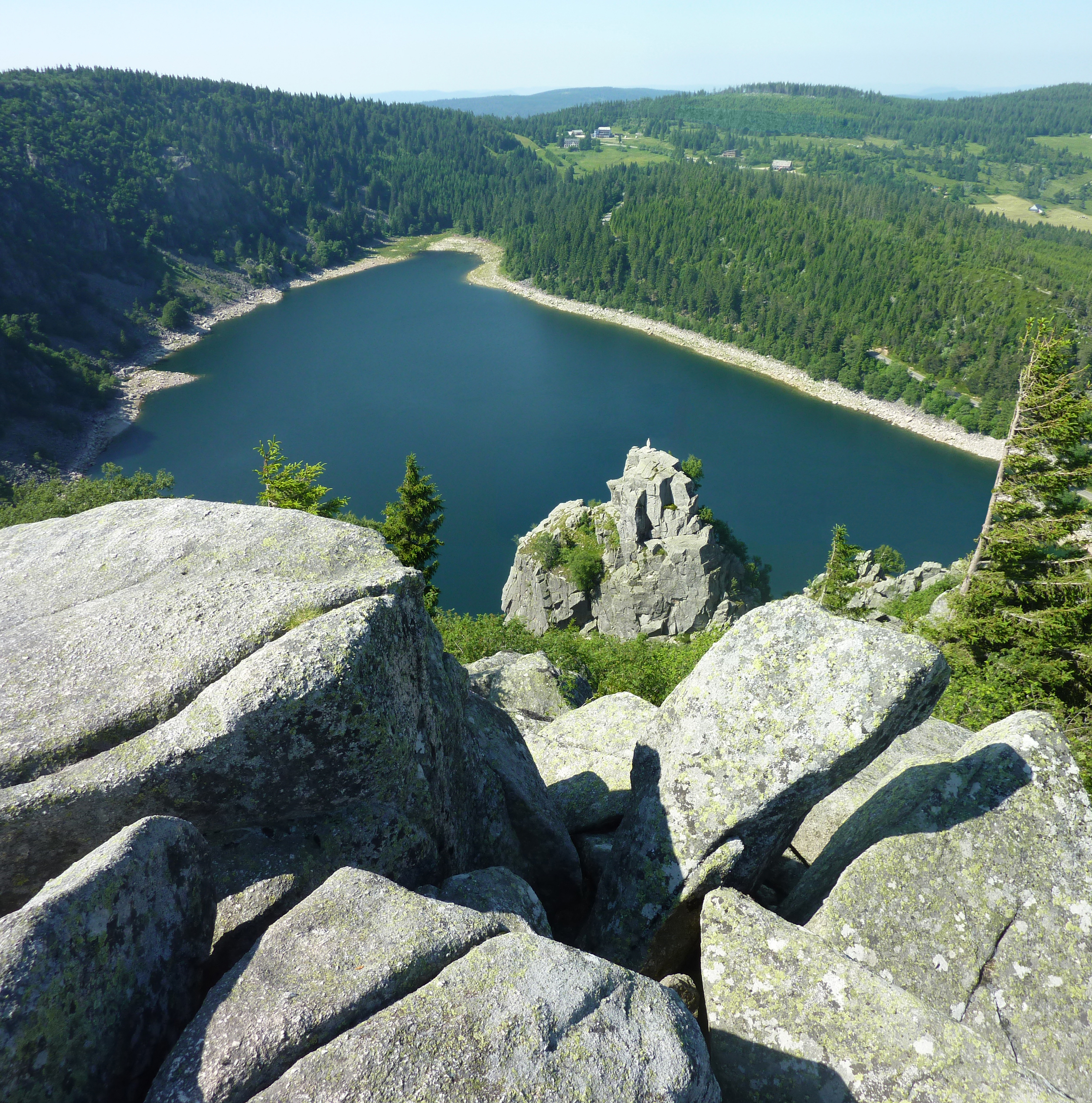
Lac Blanc et rocher Hans vus depuis le chaos de pierres en surplomb.

### Situation
Le lac Blanc se trouve dans le nord-est de la France, au sud du massif des Vosges, en Alsace, dans le département du Haut-Rhin, en région Grand Est. Il se situe sur le ban de la commune d'Orbey dans la collectivité européenne d'Alsace et est accessible en empruntant le col du Calvaire qui relie Le Valtin à Orbey.

### Caractéristiques
- Altitude : 1 055 m[1]
- Surface : 29 ha[1]
- Longueur maximale :
- Largeur maximale :
- Profondeur maximale : 72 m[1]

## Activités

### Activité hydroélectrique
Le lac Blanc est relié par une conduite au lac Noir situé 100 mètres en aval, où une centrale hydroélectrique, fermée en 2002, permettait la production d'électricité par turbinage aux heures pleines. Aux heures creuses, l'eau était pompée du lac Noir pour la recharge du lac Blanc.

### Loisirs
Le lac est entouré de chemins de randonnée balisés par le Club vosgien. S'y croisent notamment trois sentiers de grande randonnée : le GR 5, le GR 531 et le GR 532.
Une école d'escalade est installée au rocher Hans. Des cascades de glace allant jusqu'à 100 mètres de hauteur sont visibles en hiver dans les environs du lac.
Le lac Blanc dispose d'une station de sports d'hiver (appelée station Lac Blanc-Kaysersberg), où sont pratiqués le ski alpin, le ski de fond, la raquette à neige et, à destination des plus jeunes, la luge.
En été, sont disponibles un parc d'aventures, un paint ball, un bureau des accompagnateurs en moyenne montagne et depuis 2007, le premier Bike Park du massif des Vosges et un sentier pieds nus.

## Galerie

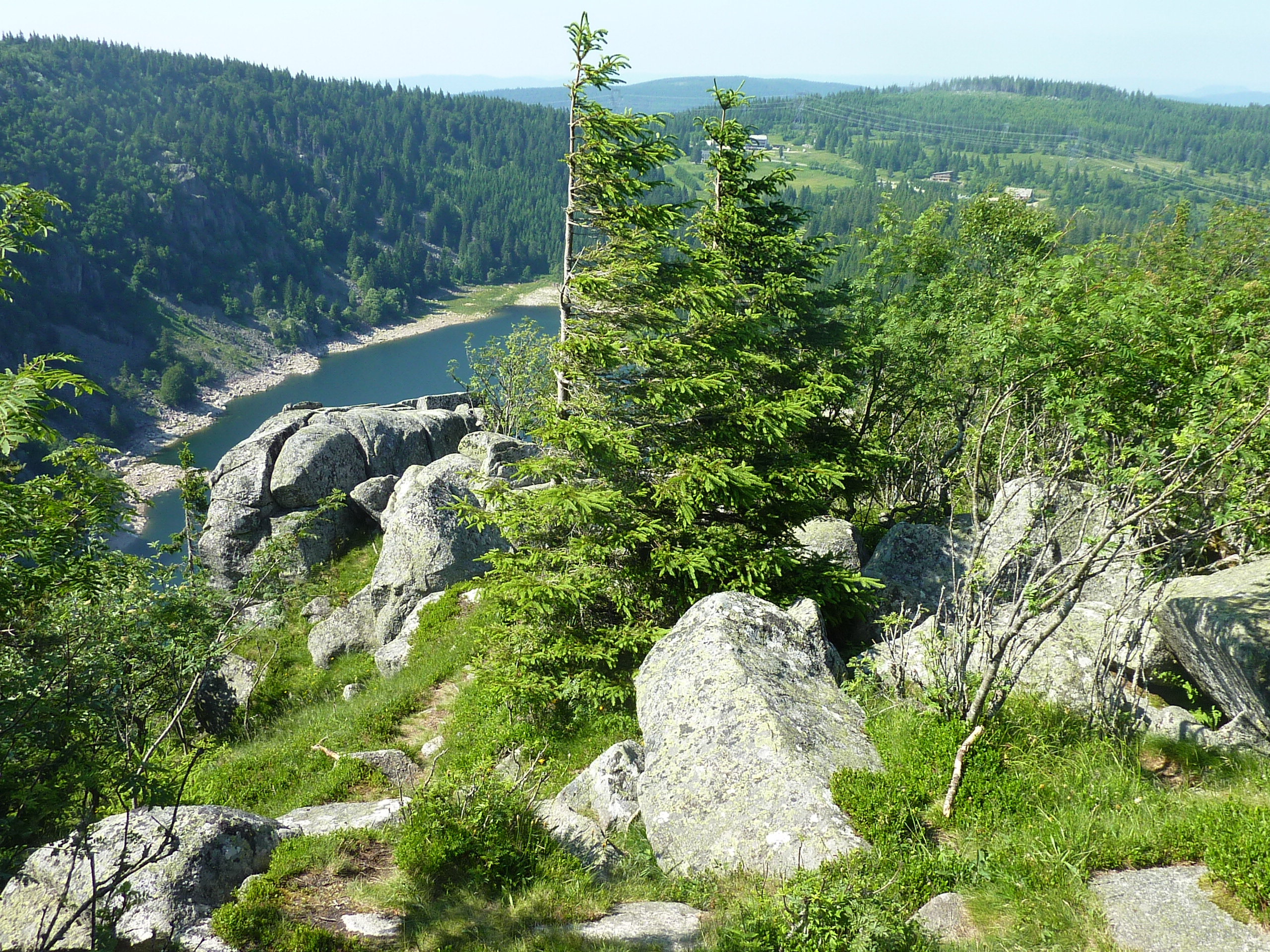
Vue depuis le surplomb.
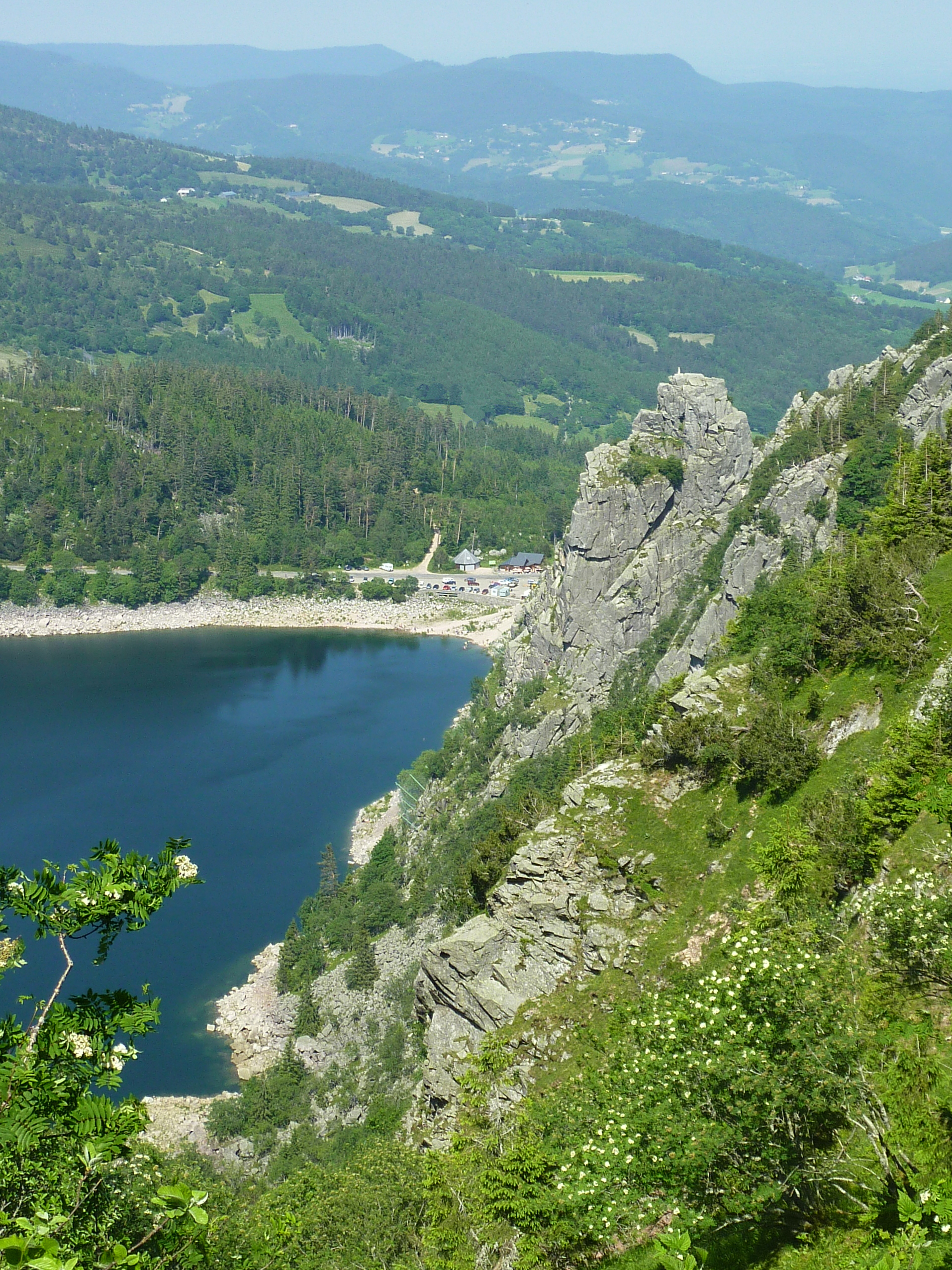
Le lac et le rocher Hans.
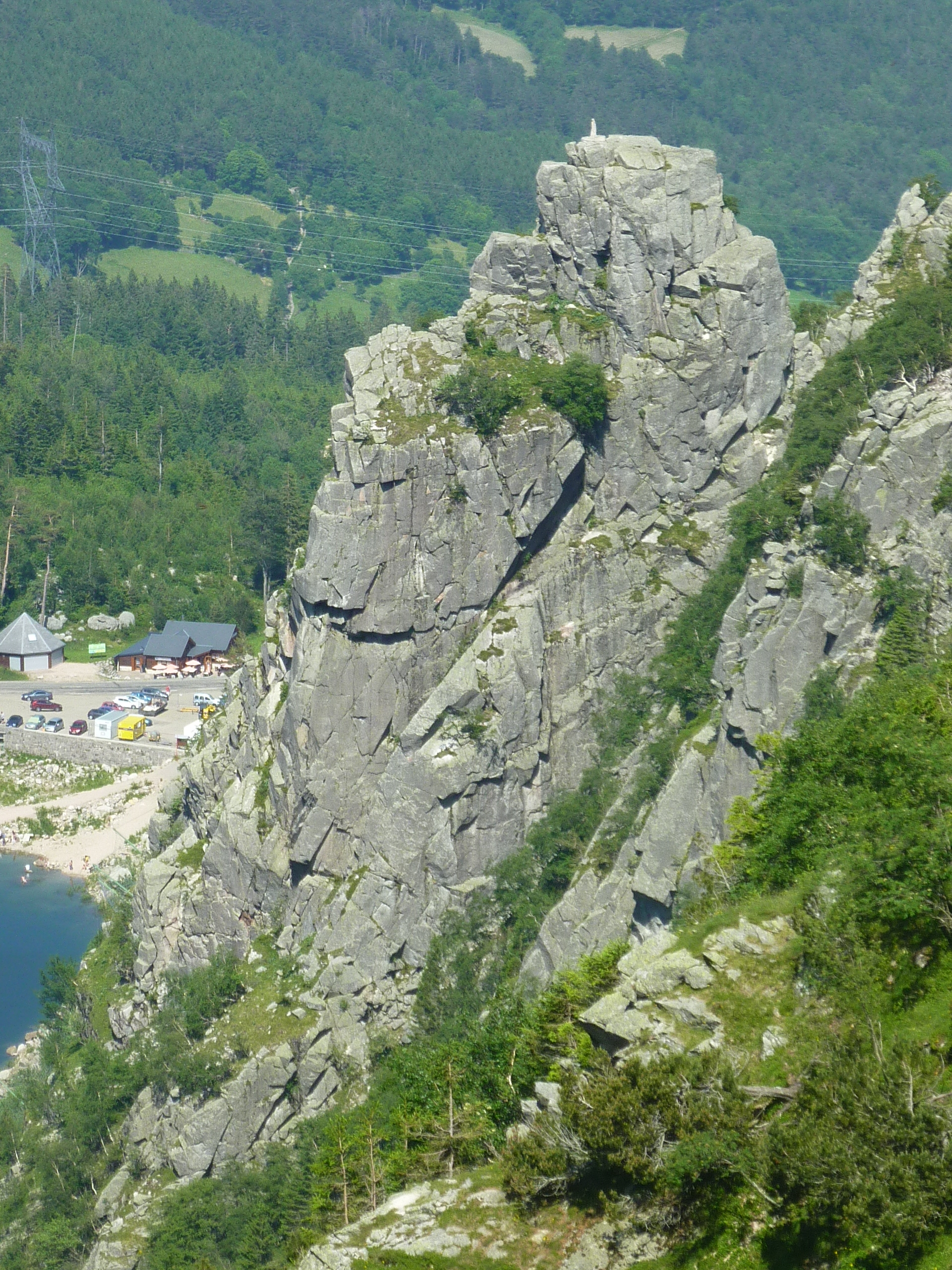
Le rocher Hans.
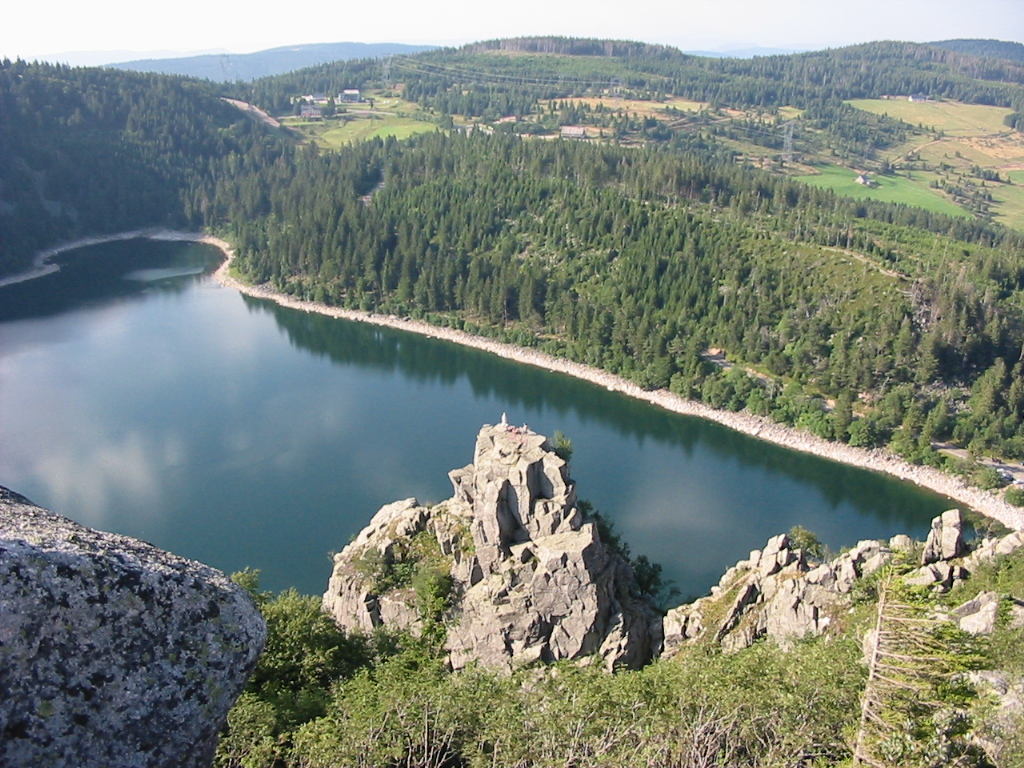
Vue d'ensemble.
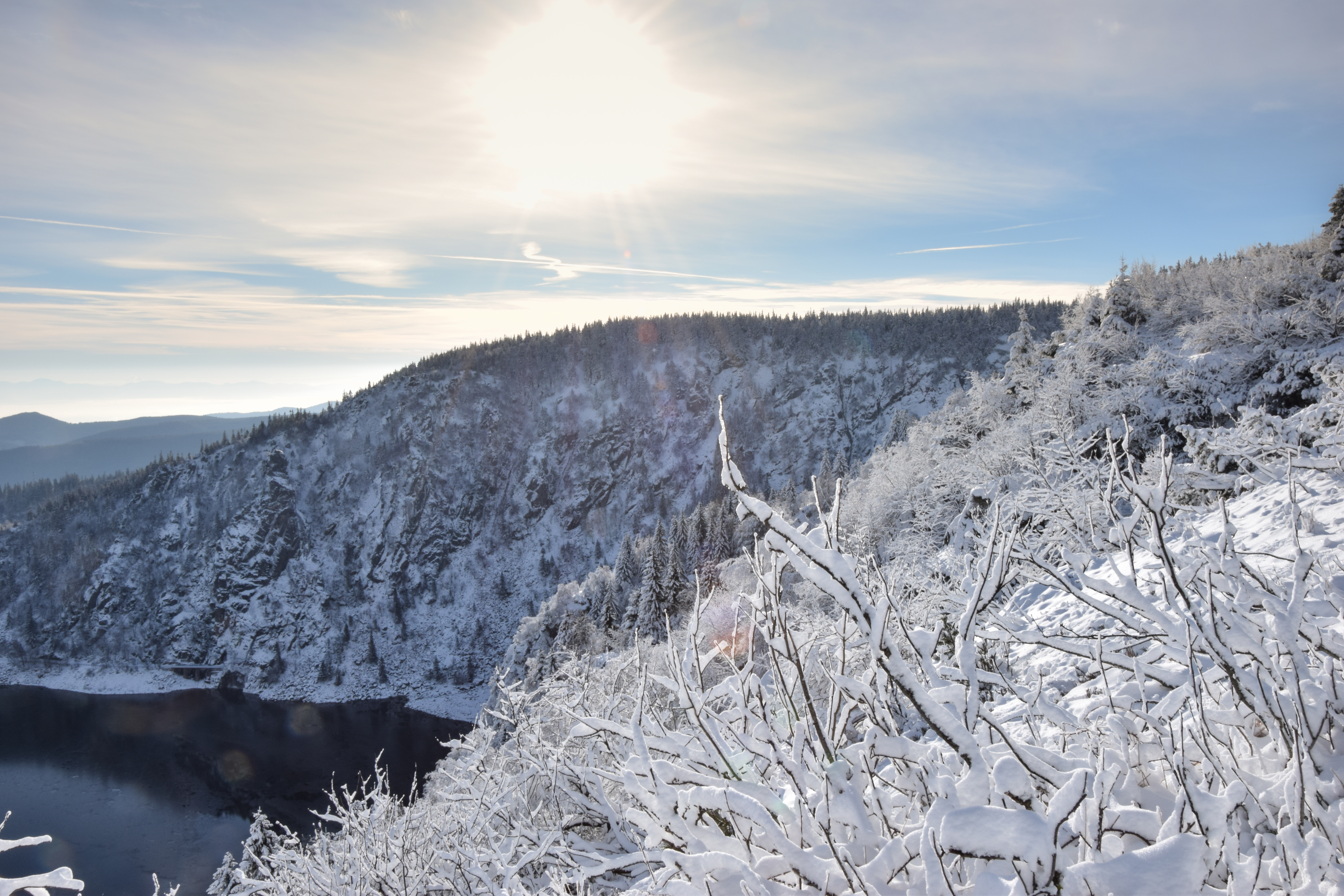
Lac Blanc en hiver vu depuis la crête du gazon du Faing.